# Andrena rugothorace
Andrena rugothorace là một loài Hymenoptera trong họ Andrenidae. Loài này được Warncke mô tả khoa học năm 1965.